# 里麻静夫
里麻 静夫（さとま しずお、1954年 - ）は、日本の英文学者。中央大学法学部教授。新潟大学人文学部文学科卒。東京大学大学院人文科学研究科修了。

## 主要著書
- 『英国十八世紀の詩人と文化』（共著・1988年）
- 『想像力の変容－イギリス文学の諸相』（共著・1991年）
- 『風習喜劇の変容－王政復古期からジェイン・オースティンまで』（共著・1996年）
- 『ヴィジョンと現実－十九世紀イギリスの詩と批評』（共著・1997年）
- 『埋もれた風景たちの発見－ヴィクトリア朝の文芸と文化』（共著・2002年）
- 『地誌から叙情へ－イギリス・ロマン派の源流をたどる』（共著・2004年）
- 『Popeの「詩の擁護」』（2005年）

## 主要論文
- 『祖型的戦い－『復楽園』における反復の手法とテーマ（1）』（1981年）
- 『「ことばの轟き」と「沈黙の砦」－Samson Agonistesの言語宇宙』（1986年）
- 『創造と反・創造のことば－『失楽園』の言語宇宙(1)』（1987年）
- 『創造と反・創造のことば－『失楽園』の言語宇宙(2)』（1988年）
- 『創造と反・創造のことば－『失楽園』の言語宇宙(3)』（1990年）

## 主要訳書
- グレゴリー・ベイトソン『認識論の病理』（1984年）
- ジェーン・ギャロップ『父親の誘惑』（1985年）
- ジョン・バージャー『所有された油絵』（1985年）
- ジョナサン・カラー『神話の論理』（1985年）
- ダイアン・マクドネル『デイスクールの理論』（1990年）